# Apă curgătoare
Apa curgătoare este o apă care curge pe o albie și se varsă în altă apă, curgătoare sau stătătoare (lac, mare sau ocean).
În categoria "ape curgătoare" se încadrează următoarele tipuri de cursuri de apă dulce:
- curs de apă periodic
  - Torent

- curs de apă permanent natural
  - Pârâu;
  - Râu;
  - Fluviu.
- curs de apă permanent artificial
  - Canal (geografie)

O porțiune dintr-o apă curgătoare, în care apa curge lin și albia prezintă o adâncitură, de obicei săpată în stâncă, se numește galdan.
Râurile, sau alte corpuri de apă curgătoare, nu transportă numai apă ci și sedimente și aluviuni (scurgere solidă). În zonele cu viteză mică de curgere, acestea se depun și duc la colmatarea albiei.
Un curs de apă subteran se numește acvifer. În subteran, apa curge prin pământul poros, de obicei prin pietriș și uneori prin nisip, similar cu apa de suprafață, sub formă de râuri. Apa este reținută în formă de lacuri subterane în zonele cu pământ neporos, de obicei stâncă sau argilă. Poate ieși la suprafață ca izvor, uneori ca izbuc. Izbuc se numește locul de ieșire la suprafață, de obicei virulentă, a unui curs de apă subteran. Ieșirea apei se poate face fie permanent, fie cu intermitențe, la intervale de timp foarte precise.
Atunci când o apă curgătoare trece prin zone cu relief accidentat, se produce uneori o cădere de apă, care poartă denumirea de cascadă.
Prin opoziție, apă stătătoare sau apă stagnantă se numește acea apă imobilă, care se adună în depresiuni, respectiv în lacuri, în bălți, mlaștini sau în alte formațiuni acvatice.